# Melodije morja in sonca 1993
XVI. Melodije morja in sonca (Koper '93) so potekale 10., 16. in 17. julija na Titovem trgu v Kopru. Festival se je razširil na 3 večere:
- osrednji tekmovalni večer slovenskih popevk (sobota, 10. julij),
- Mladi MMS, na katerem so nastopili izvajalci, mlajši od 19 let (petek, 16. julij),
- mednarodni večer (sobota, 17. julij).

## Večer slovenskih popevk
Na natečaj za osrednji tekmovalni del festivala je prispelo 59 skladb. Večer sta povezovali Saša Einsiedler in Saša Gerdej, med čakanjem na razglasitev rezultatov pa je gledalce zabavala skupina Brasil Tropic Show.
| #   | Izvajalec        | Naslov pesmi                | Avtorji glasbe – besedila – aranžmaja                            |
| --- | ---------------- | --------------------------- | ---------------------------------------------------------------- |
| 1.  | Agropop          | Punca, pejt na morje z mano | Aleš Klinar                                                      |
| 2.  | Dominik Kozarič  | Reka luči                   | Sašo Fajon – Dominik Kozarič – Fajon                             |
| 3.  | Irena Vrčkovnik  | Balada o kopališkem mojstru | Oto Pestner – Dare Hering – Grega Forjanič                       |
| 4.  | Napoleon         | Vrni se                     | Aleš Čadež – Sebastjan Artič – Miha Merlak                       |
| 5.  | Čuki             | Črne oči                    | Jože Potrebuješ – Marko Vozelj – Dušan Zore, Marino Mrčela       |
| 6.  | Avia band        | Nocoj                       | Aleš Turnšek – Avia Band                                         |
| 7.  | Michelangelo     | Zapri oči                   | Tomaž Borsan                                                     |
| 8.  | Helena Blagne    | Bodi srečen, bambino        | Edvin Fliser – Branko Jovanović Vunjak – Mojmir Sepe             |
| 9.  | Miran Rudan band | Dolgo toplo poletje         | Miran Rudan – Mirko Vuksanovič                                   |
| 10. | Happy Day        | Vroči blues                 | Marjan Mlakar – M. Košuta – Marjan Mlakar                        |
| 11. | Darja Švajger    | Pogrešam te                 | Sašo Fajon – Primož Peterca – Fajon                              |
| 12. | Malibu           | Morje, sonce                | Andrej Baša                                                      |
| 13. | Alenka Godec     | Zdaj se vračam              | M. Murko – Miša Čermak – Primož Grašič                           |
| 14. | Faraoni          | Poletje si ti               | Ferdinand Maraž – L. Fiorencis, Maraž – Maraž, Stipica Kalogjera |
| 15. | Benč & Tomo      | Rojena v znamenju           | Janez Bončina – Primož Grašič                                    |

### Nagradi
Nagrado strokovne žirije je prejela Darja Švajger (Pogrešam te), nagrado občinstva pa Čuki (Črne oči).

## Mladi MMS
Nastopajoči so bili razdeljeni v dve starostni kategoriji: do 15 in do 19 let. Kot gostje večera so nastopili 1X band, voditelja pa sta bila Patrik Greblo in Lorella Flego.
| #   | Izvajalec                   | Naslov pesmi          |
| --- | --------------------------- | --------------------- |
| 1.  | Silvester & Rok Lopatič     | Naše morje            |
| 2.  | Katjuša Štepančič           | Viva l'amour          |
| 3.  | Taja Kovačič                | Bela školjka          |
| 4.  | Maksim Vergan               | Jeza                  |
| 5.  | Lara & Den Baruca           | 15 let                |
| 6.  | Sanja Mlinar                | Na morju vse lepše je |
| 7.  | Maja Štraus                 | Šolsko vreme          |
| 8.  | Vindy                       | Poletna ljubezen      |
| 9.  | No Way                      | Oblazinjeni pekel     |
| 10. | Maja Trampuž                | Sama                  |
| 11. | Anika Horvat                | Moj prvi fant         |
| 12. | Daniela Cartl               | Poletje               |
| 13. | So What?                    | Pijana školjka        |
| 14. | David Bizjak                | Kaj bi na soncu       |
| 15. | Martina Krapež & Sara Balde | Dekliška              |
| 16. | Tinkara Kovač               | Odločitev             |

## Mednarodni večer
Posebna gostja je bila irska pevka Linda Martin, ki je leto poprej zmagala na Izboru za pesem Evrovizije.
| #   | Izvajalec                   |
| --- | --------------------------- |
| 1.  | Sophie                      |
| 2.  | Benny Borg                  |
| 3.  | Alexis                      |
| 4.  | Roller Twins                |
| 5.  | Fatima                      |
| 6.  | Sanja Doležal               |
| 7.  | Sam Howard                  |
| 8.  | Brigitte Rode & Claus Hvass |
| 9.  | Moira                       |
| 10. | La Christiana               |
| 11. | Laura Janitti               |
| 12. | Odieu                       |
| 13. | Mario                       |
| 14. | Čuki                        |
| 15. | Darja Švajger               |

Nagrajenke mednarodnega večera so bile:  Sophie (1. nagrada),  Alexis (2. nagrada) in  Darja Švajger (3. nagrada).